# Megachile ladacensis
Megachile ladacensis är en biart som beskrevs av Cockerell 1911. Megachile ladacensis ingår i släktet tapetserarbin, och familjen buksamlarbin. Inga underarter finns listade i Catalogue of Life.